# Tiphielen
Tiphielen (Engels: heel-and-toe downshifting) is een remtechniek die bij autoracen gebruikt wordt. Deze techniek vraagt een goede autobeheersing van de piloot. Tiphielen is uitsluitend mogelijk met een handgeschakelde versnellingsbak. 
De naam is afkomstig van voertuigen van voor de Tweede Wereldoorlog waarbij het gaspedaal zich in het midden (tussen de koppeling aan de linkerkant en de voetrem naar rechts) bevond. De rem kon worden gebruikt met de hiel terwijl het gaspedaal gelijktijdig met de top van de voet kon worden ingedrukt.

## Beschrijving
Tiphielen bestaat uit deze stappen:
1. Afremmen wordt voor ingang van de bocht begonnen
2. De koppeling wordt ingedrukt.
3. Terwijl de versnellingspook een versnelling teruggebracht wordt (in neutrale positie dus), wordt met de hiel een lichte druk op het gaspedaal uitgeoefend. De rechtervoet blijft wel nog steeds op de rem. De rechtervoet drukt nu dus op twee pedalen (rem met de top van de voet en gas met de hiel).
4. Daarna wordt de juiste versnelling gekozen.
5. De rem wordt losgelaten.
6. Bij het uitkomen van de bocht wordt weer gas gegeven.

Door het toerental omhoog te jagen tijdens het neutraal moment als bijvoorbeeld van de 4e naar de 3e versnelling wordt schakelt, "pakt" de deceleratie sneller aan. De motor kan niet zelf zijn toeren verhogen, maar wordt daartoe gedwongen omdat een versnelling lager is gekozen. Dit betekent dat sneller en efficiënter kan worden afgeremd als de techniek goed wordt beheerst. In het dagelijkse leven kan dit ook handig zijn, omdat zo vlotter kan worden geschakeld. Koppeling en versnellingsbak worden minder belast. Een racepiloot gebruikt deze techniek omdat het de trillingen in de aandrijving vermindert, waardoor zijn racewagen stabieler is, vóór en tijdens de bocht.